# Desa Selo (administrativ by i Indonesien, lat -7,10, long 111,01)
Desa Selo är en administrativ by i Indonesien.   Den ligger i provinsen Jawa Tengah, i den västra delen av landet, 500 km öster om huvudstaden Jakarta.